# Adolf Láng
Dans le nom hongrois Láng Adolf, le nom de famille précède le prénom, mais cet article utilise l’ordre habituel en français Adolf Láng, où le prénom précède le nom.
Adolf Láng est un architecte austro-hongrois représentatif du style des années 1900.

## Carrière
Láng a étudié à Vienne et à partir de 1870 devient directeur des travaux d'une société de construction routière à Budapest. Il a également dessiné un certain nombre de bâtiments publics et privés dans la capitale hongroise. Après son départ de Hongrie, il s'installe à Vienne et collabore avec Antal Steinhardt.

## Réalisations
- Ancienne Académie de Musique, Budapest
- Ancien Palais des Expositions, Budapest
- Ancien Théâtre Magyar, 1897
- Théâtre National, Pécs, 1893-95
- Hôtel de Ville, Pécs, 1907

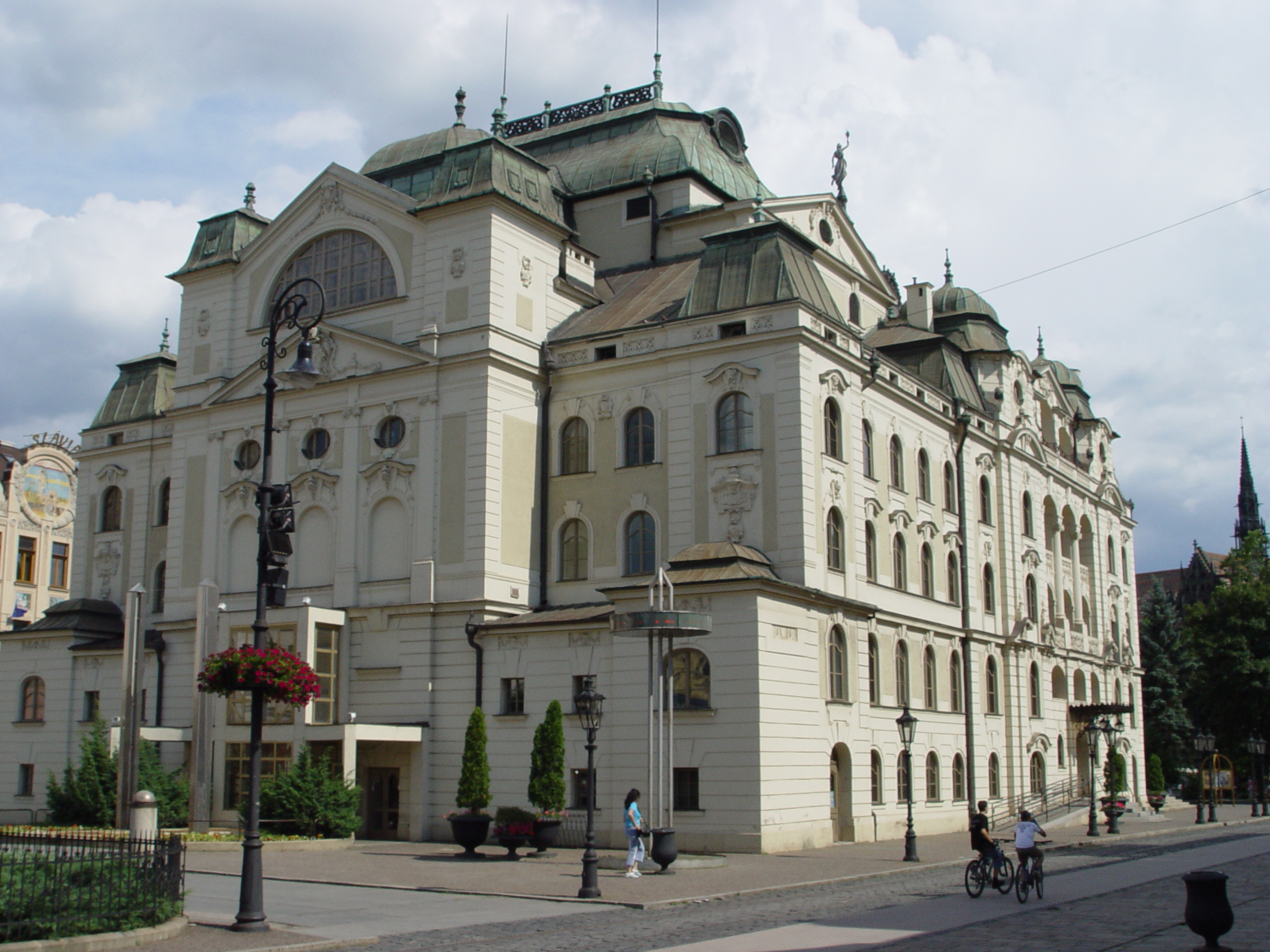
Théâtre d'État, Košice, 1899
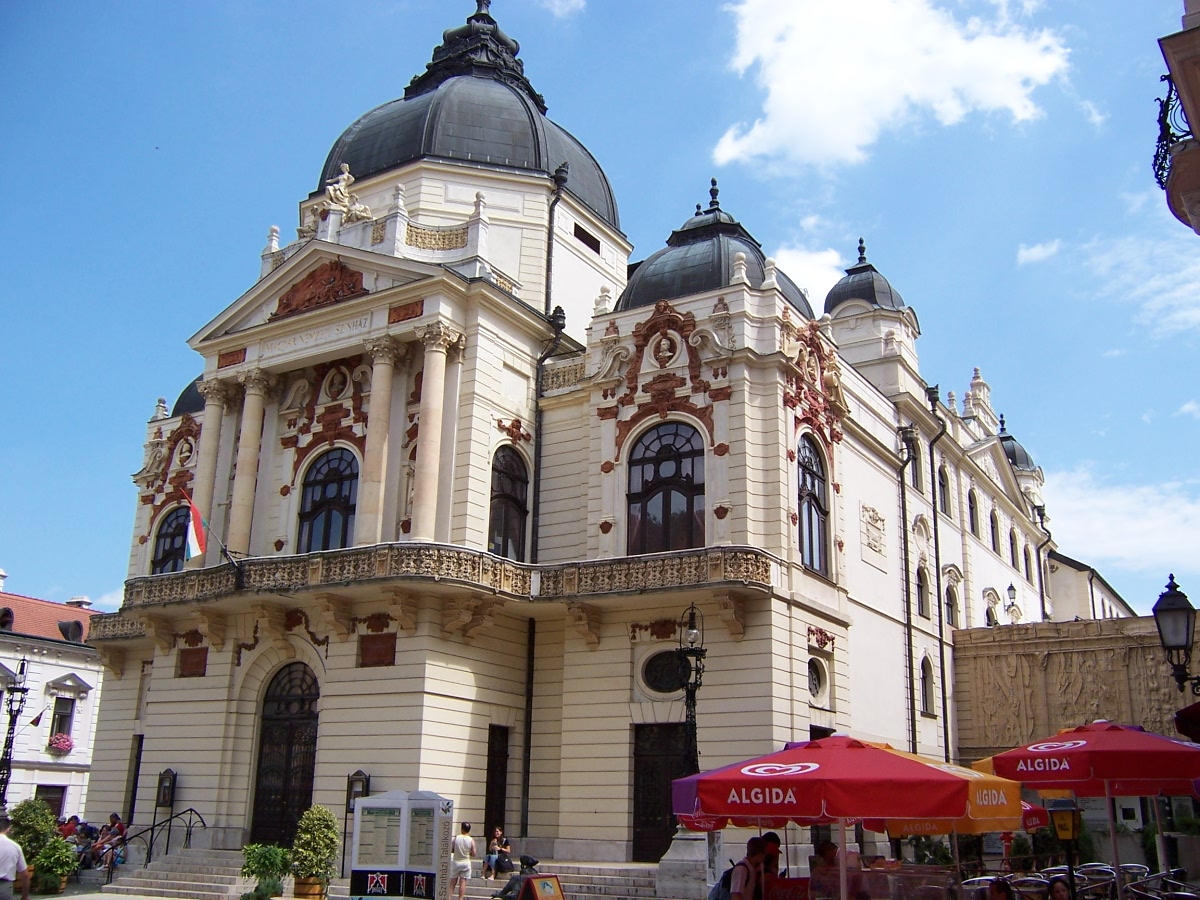
Théâtre national de Pécs, 1893-95
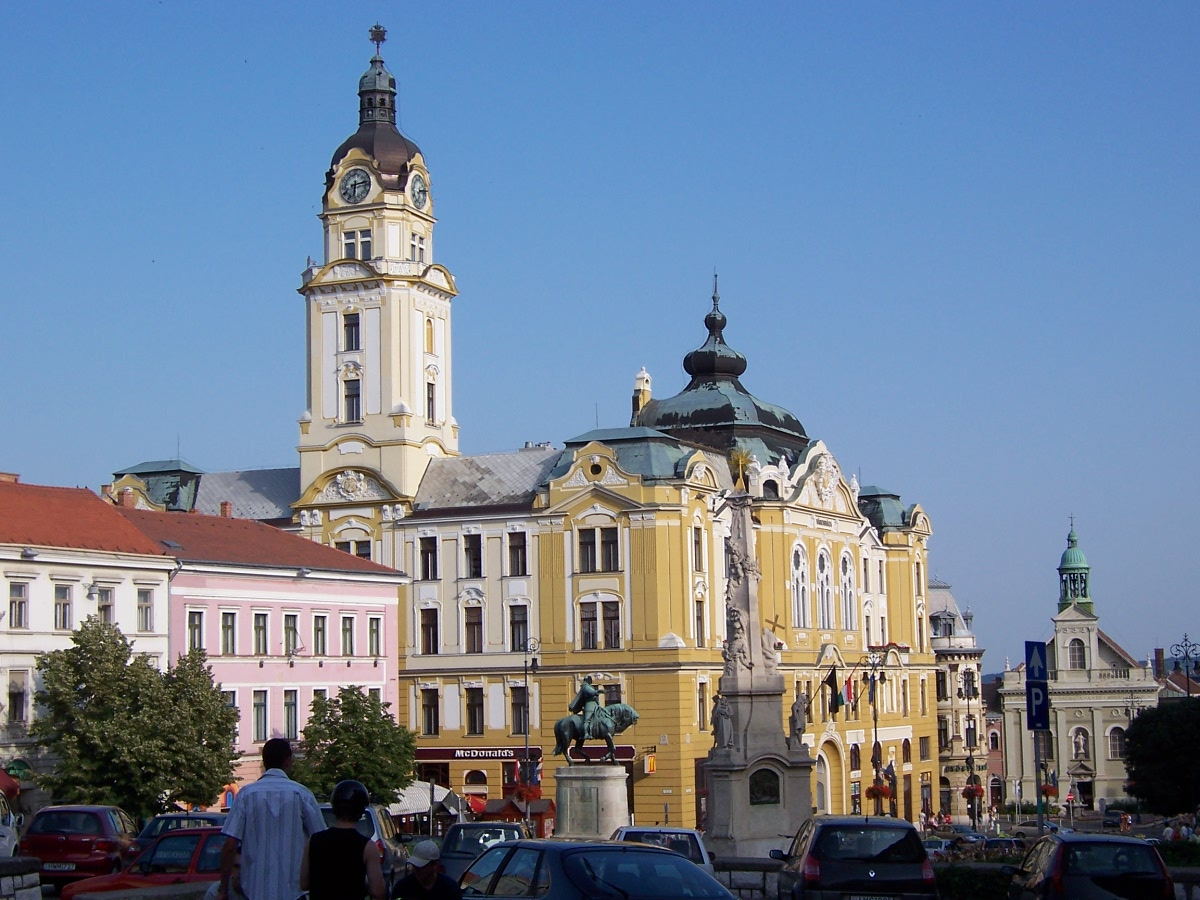
Hôtel de ville de Pécs, 1907

- Théâtre d'État, Košice, 1899
- Théâtre national de Pécs, 1893-95
- Hôtel de ville de Pécs, 1907